# フランス国立文章及び辞典リソースセンター
フランス国立文章及び辞典リソースセンター（フランスこくりつぶんしょうおよびじてんリソースセンター、フランス語: Centre national de ressources textuelles et lexicales、略称: CNRTL）は、言語のデータと情報とをオンラインで公開しているフランスの機関である。

## 沿革
CNRTLは、TLFiを開発したナンシー第二大学のATILFの共同研究ユニットを基盤に、フランス国立科学研究センターの人文・社会科学研究所と情報科学研究所とにより設立された。この事業は、欧州プロジェクトCLARINの一環である。
CNRTLのデータベースは、実行可能な言語コンテンツの公開を希望する者や、CNRTLが制定した憲章を受け入れる者のボランティアによって拡張されている。必要に応じて、オンラインで利用可能な情報フォーマットを、CNRTLは提供する。提供された情報は、最終的にはCNRTLの校正委員会と提供者によって審査され、その後に公開される。CNRTLの目的は、可能な限り多くの信頼できる情報源を普及させることである。
2008年1月1日現在のバージョンは第2バージョンである。1日あたり50万人以上がこのサイトを利用している。
2012年以来はこのサイトは更新されていない。